# La Cheppe
La Cheppe é uma comuna francesa na região administrativa do Grande Leste, no departamento de Marne. Estende-se por uma área de 23.9 km², e possui 332 habitantes, segundo o censo de 2018, com uma densidade de 14 hab/km².